# Chiesa della Santissima Trinità (Trento)
La chiesa del Santissima Trinità è una chiesa adibita al culto cattolico situata nel comune di Trento.

## Storia

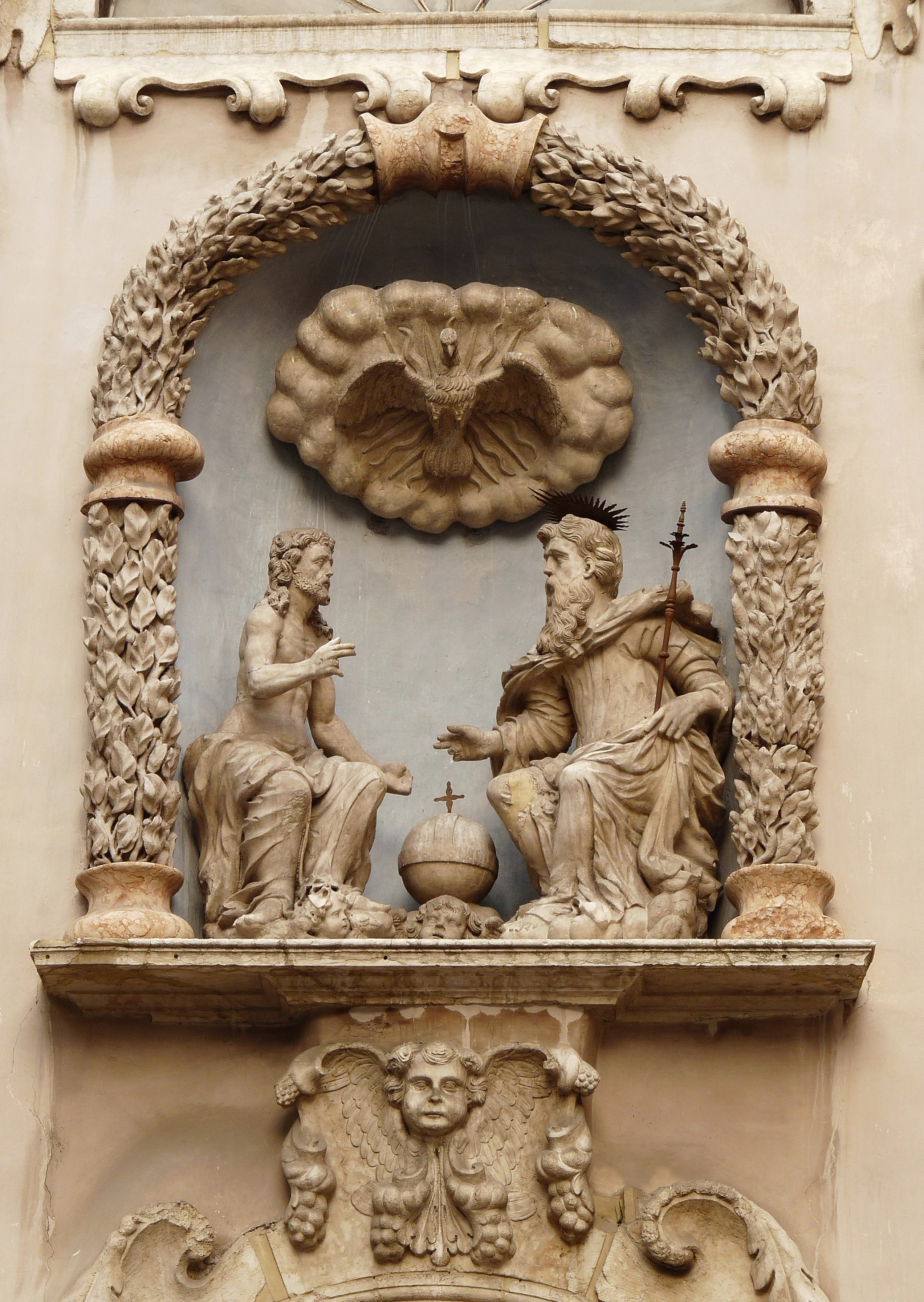
La Santissima Trinità

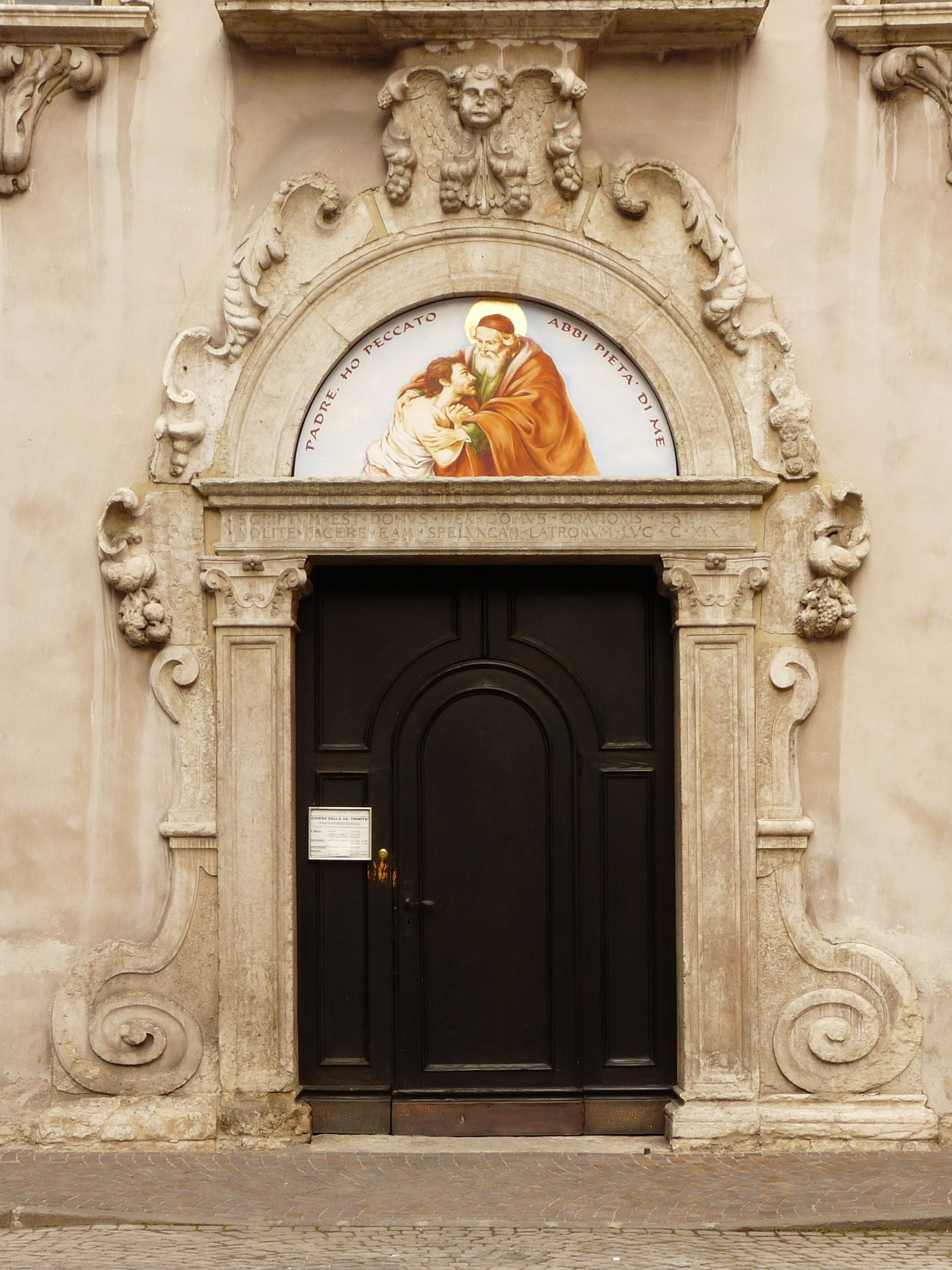
Il portale d'ingresso

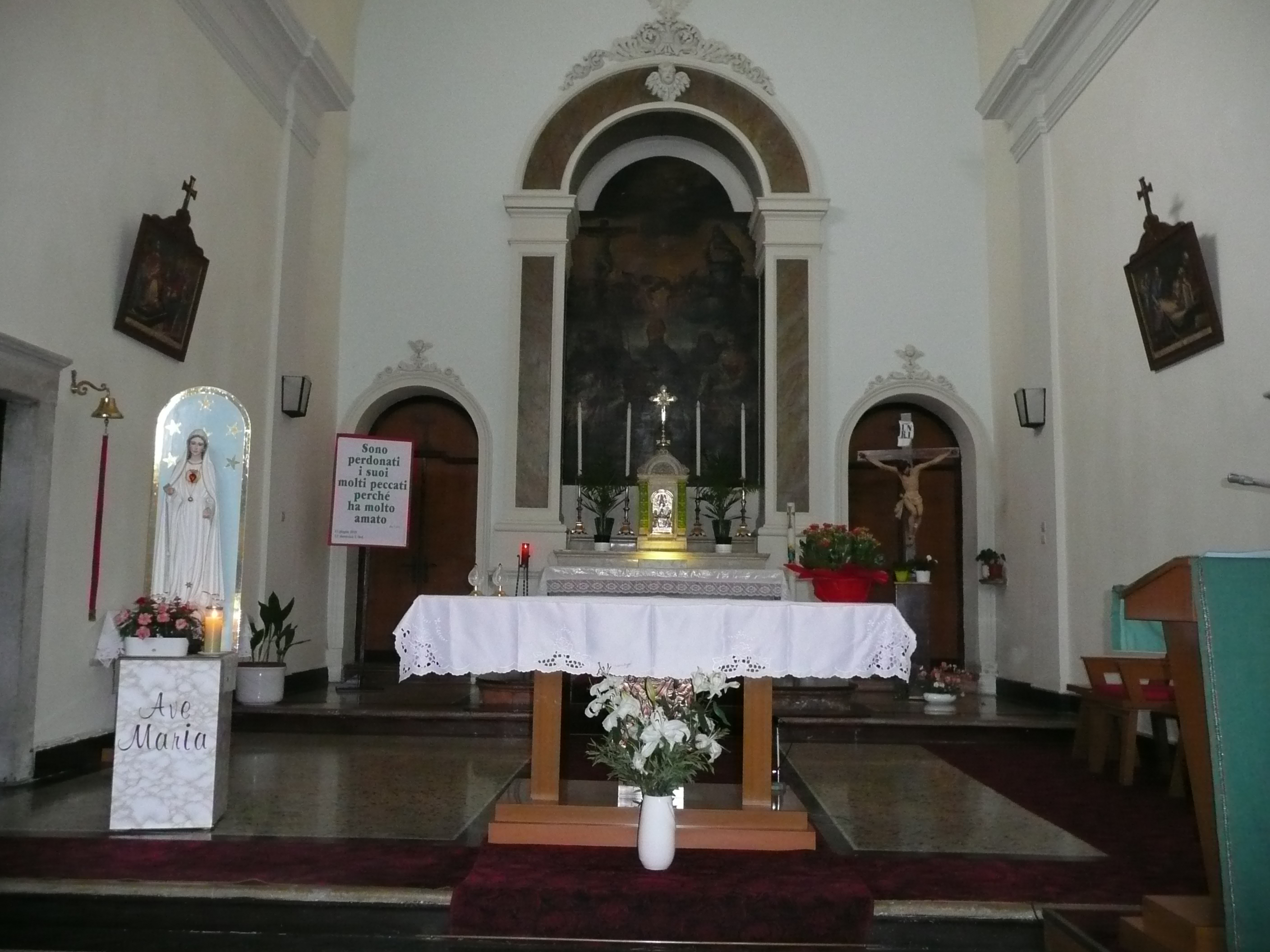
Il presbiterio

La chiesa dedicata alla Santissima Trinità fu edificata alla fine dell'omonima via ed è appartenente al quartiere di borgo Nuovo della città di Trento. È per lo più nota poiché è da lì che è partita la processione iniziale del Concilio di Trento diretta al Duomo, alle ore 9:30 del giorno 13 dicembre 1545 cui parteciparono tra gli altri quattro cardinali, venticinque tra vescovi e arcivescovi e cinque generali di ordini religiosi.
La chiesa fu fondata nel 1519 da Antonio a Prato assieme al monastero femminile per le monache clarisse; quest'ultimo fu demolito nell'anno 1845 e al suo posto venne eretto quello dell'attuale liceo classico Giovanni Prati.

## Descrizione
Esteticamente la facciata principale, rielaborata nel periodo fra il 1683 e il 1689, si presenta come un elemento unico nelle cittadine trentine: da un finto nastro scendono ghirlande, festoni di fiori e frutta e drappeggi, inoltre essa risulta stretta tra lesene che poggiano su plinti e che sostengono un frontone trapezoidale. Parte forse più interessante dell'edificio religioso è il gruppo raffigurante la Santissima Trinità, ovvero una nicchia centrale archivoltata che parte da una finestra anonima.
Al suo interno l'edificio presenta un'unica navata, con due cappelle laterali gemelle decorate a stucchi seicenteschi affacciante sulla seconda campata di tre ottenuti da Andrea Filippini e che fino al 1963, si trovavano nella cattedrale. Orientato verso est, il presbiterio, si presenta rialzato di un unico gradino. La chiesa conserva una pala di Martino Teofilo Polacco proveniente dalla chiesa di San Marco, e due altari laterali proveniente dalla cattedrale di San Vigilio.
Il campanile, che non è direttamente visibile dalla via e che si erge sul lato est del presbiterio, presenta una copertura a mo' di piramide e ha un tetto con tegole in ceramica bianche e verdi.